# 帯広駅

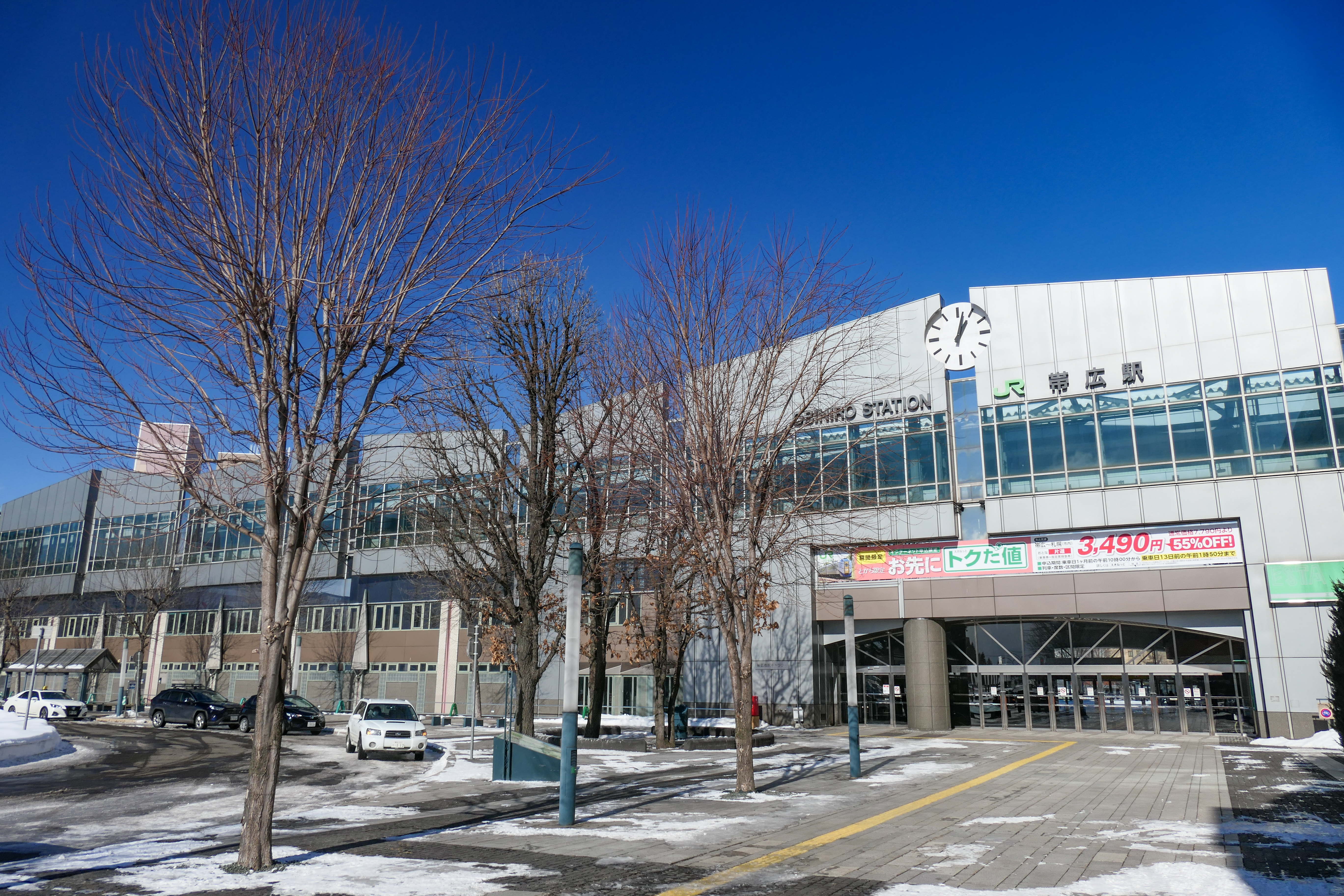
南口（2022年2月）

帯広駅（おびひろえき）は、北海道帯広市西2条南12丁目にある、北海道旅客鉄道（JR北海道）根室本線の駅である。駅番号はK31。電報略号はオロ。事務管理コードは▲110417。

## 概要
帯広市の代表駅。特急「とかち」の始発・終着駅となっており、特急「おおぞら」を含めた全ての旅客列車が停車する。
北口に帯広駅バスターミナルが隣接し、高速バス・路線バス（市内線及び郊外線）が共に停車する。同じく北口にはタクシープールもあり、JRのみならず各種交通機関の要所が集中する、十勝地方の重要な交通結節点となっている。
1905年（明治38年）の帯広駅開業により、1892年（明治26年）に整備されていた大通りと1900年（明治33年）に整備されていた西2条通りは駅前通りとして発展することになった。

## 歴史

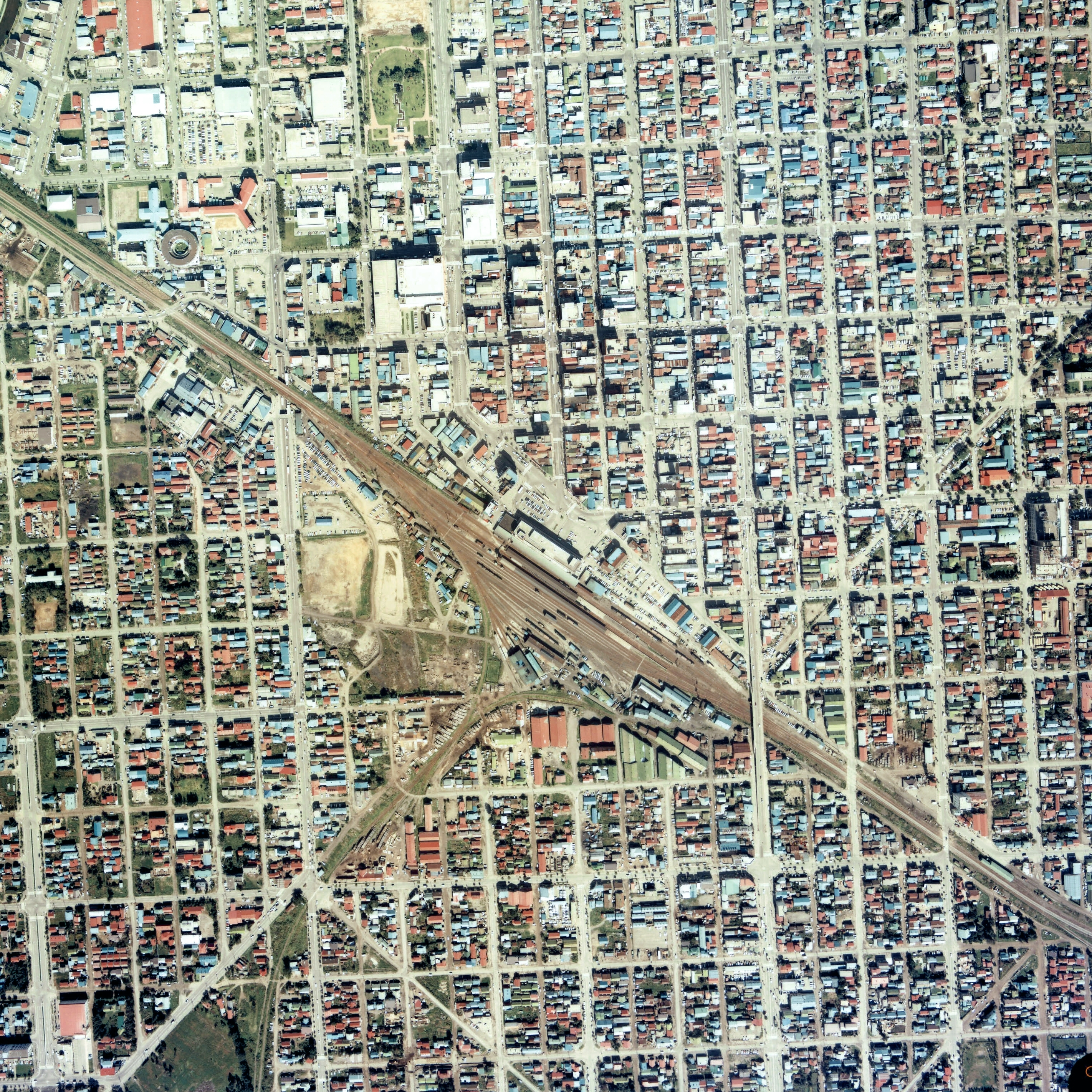
1977年民衆駅時代の帯広駅と周囲約2 km範囲。右下が根室本線根室方面（上）、及び広尾線広尾方面（下）。左上は士幌線十勝三股方面（上）、根室本線新得方面（中）、撤去済みで軌道跡となっている旧陸軍緑ヶ丘飛行場（旧帯広空港）への軍用線跡（下）。駅裏に多くの仕分線や留置線と、転車台の残る機関区がある。駅舎横の貨物ホームへの3本の引込み線には貨物列車が停車しているが、殆んど隣の（貨）帯広駅での取扱いに変更されているので、取扱所のスペースは駐車場に利用されている。
中央より左下へ傾いたYの字型に、日本甜菜製糖帯広製糖所へ向かっていて、この写真の数ヶ月前に製糖所と共に廃止になった十勝鉄道帯広部線の軌道がまだ残っている。この十勝鉄道はかつて客扱いもしており、釧路方駅裏の帯広駅構内を跨ぐ大通跨線橋脇に橋に面して建つ、6個の小さな出窓が赤錆色の屋根に付いた小ぶりの建物がかつての帯広大通駅で、Yの字軌道の右側が駅舎の左側にまで敷かれていた。線路は、既に撤去されて道路状になっている。この付近の建物は十勝鉄道の車庫や倉庫だった。ちなみに駅は元々大通の踏切脇に設置されていたが、昭和33年の跨線橋完成で、この様に取り残された形になって間もない昭和34年11月に役目を終えている。Yの字軌道のもう一方は国鉄の貨物線に合流している。またYの字の分岐付近西側にあるヤードの、木材が野積みされている中に小さな錆色の屋根の小屋があり、そこが新帯広の駅だった。

- 1905年（明治38年）10月21日：逓信省札幌鉄道作業局出張所釧路線（後:日本国有鉄道根室本線）の帯広 - 釧路間の駅として開業[2]。一般駅[2]。
- 1907年（明治40年）9月8日：鉄道庁北海道帝国鉄道管理局十勝線（同じく後に根室本線）（旭川 - 帯広）開通。
- 1909年（明治42年）：跨線橋設置[10]。
- 1924年（大正13年）11月4日：十勝鉄道の貨物線乗り入れ。
- 1925年（大正14年）12月10日：士幌線開業[6]。札幌鉄道管理局池田機関庫帯広分庫設置。
- 1929年（昭和4年）
  - 2月12日：駅の南東に十勝鉄道の帯広大通駅が開業、国鉄との乗換駅となる。
  - 11月2日：広尾線開業[5]。
- 1930年（昭和5年）8月15日：2代目駅舎に改築。
- 1936年（昭和11年）9月29日から10月1日 - 昭和天皇の北海道巡幸。帯広駅発着のお召し列車が運行[11]。
- 1945年（昭和20年）7月14日：北海道空襲により駅舎の一部とホーム破損[新聞 1]。
- 1946年（昭和21年）10月1日：釧路工機部帯広分工場設置。
- 1949年（昭和24年）8月1日：釧路工機部帯広分工場廃止。
- 1950年（昭和25年）
  - 1月1日：釧路鉄道管理局発足し、同局池田機関区帯広支区となる。　
  - 2月15日：帯広客貨車区設置。
- 1953年（昭和28年）3月30日：構内地下道完成。
- 1959年（昭和34年）11月15日：十勝鉄道帯広大通駅廃止。貨物線は存続。
- 1960年（昭和35年）11月1日：池田機関区帯広支区を廃止し帯広管理所設置。
- 1965年（昭和40年）
  - 10月1日：コンテナ貨物取扱い開始。みどりの窓口設置。
  - 12月21日：ホクレン専用線使用開始。
- 1966年（昭和41年）12月1日：3代目駅舎に改築。帯広ステーションビルが店舗とホテルを運営するRC構造の地上3階・地下1階建ての民衆駅となる[12]。
- 1968年（昭和43年）10月：市内西二十条にコンテナ基地（後:JR貨物帯広駅）開所。
- 1969年（昭和44年）4月1日：帯広管理所および帯広客貨車区を統合し、帯広運転区（後:帯広運転所）設置。
- 1972年（昭和47年）12月31日：駅舎4階ホテル部分増築。
- 1975年（昭和50年）6月25日：休車として残っていた士幌線・広尾線及び入換用の蒸気機関車全機が廃車となり、帯広運転区の無煙化完了。
- 1977年（昭和52年）3月1日：十勝鉄道の貨物線廃止。
- 1981年（昭和56年）10月1日：石勝線『出発式』挙行[13]。
- 1982年（昭和57年）8月：乗車券印刷発行機設置。切符自動販売機設置。
- 1986年（昭和61年）11月1日：荷物の取扱廃止[14]。
- 1987年（昭和62年）
  - 2月1日：広尾線廃止[5][新聞 2]。
  - 3月22日：士幌線廃止[6]。
  - 4月1日：国鉄分割民営化により、北海道旅客鉄道（JR北海道）・日本貨物鉄道（JR貨物）の駅となる[14][15]。
- 1991年（平成3年）11月1日：北海道ちほく高原鉄道ふるさと銀河線が帯広駅乗り入れ（2006年廃止）[16]。
- 1996年（平成8年）11月24日：連続立体交差事業により駅高架化し、4代目駅舎に改築（エスタ帯広オープン）[17][18][19][20]。 同日、特急列車利用客専用駐車場「パーク＆トレイン」も開設[21]。
- 1998年（平成10年）11月：帯広ステーションビル（エスタ帯広）自己破産申請（翌年にJR北海道運営となる）[新聞 3][新聞 4]。
- 2001年（平成13年）7月1日：東西通路、自動改札機新設[新聞 5]。
- 2009年（平成21年）3月20日：「帯広市民ギャラリー」開設[報道 1]。
- 2021年（令和3年）2月28日：ツインクルプラザ帯広支店が閉店[報道 2][報道 3][注釈 1]。
- 2022年（令和4年）
  - 2月26日：話せる券売機を導入[報道 5][22]。
  - 3月16日：JR北海道フレッシュキヨスクがセブンイレブンと北海道四季彩館の複合店をオープン[23]。

## 駅構造
島式ホーム2面4線を有する高架駅。現駅舎は4代目駅舎であり、「連続立体交差事業」と駅周辺の「土地区画整理事業」が一体となって整備した全国初のケースである。
終日社員配置駅。エレベーター・エスカレーター設置。
改札口は1・2番のりばのものと3・4番のりばのもので分かれて設置されており、このうち北改札（1・2番のりばのもの）の業務は北海道ジェイ・アール・サービスネット（旧:ジェイ・アール道東トラベルサービス）が受託している。当初の駅改札口は中央部にあり、連絡通路はあったがテナントの撤退が相次いだため、要望を受けて東西にあった改札口を南北に移設し、2001年（平成13年）7月1日に中央部が開放された。
地下1階に帯広市民ギャラリー、1階にエスタ帯広・セブンイレブン（北海道キヨスク）・みどりの窓口・自動券売機・指定席券売機（クレジットカード専用）・話せる券売機・自動改札機（Kitaca非対応）・待合室・2階に帯広市役所帯広駅戸籍住民課分室・とかち物産センターなどの施設、その上にホームがある。
コンコースにはからくり時計を設置している。

### のりば
| 番線    | 路線      | 方向                 | 行先           |
| ------- | --------- | -------------------- | -------------- |
| 1       | ■根室本線 | 下り                 | 池田・釧路方面 |
| 2・3・4 | ■根室本線 | 下り                 | 池田・釧路方面 |
| 上り    | ■根室本線 | 新得・滝川・札幌方面 |                |

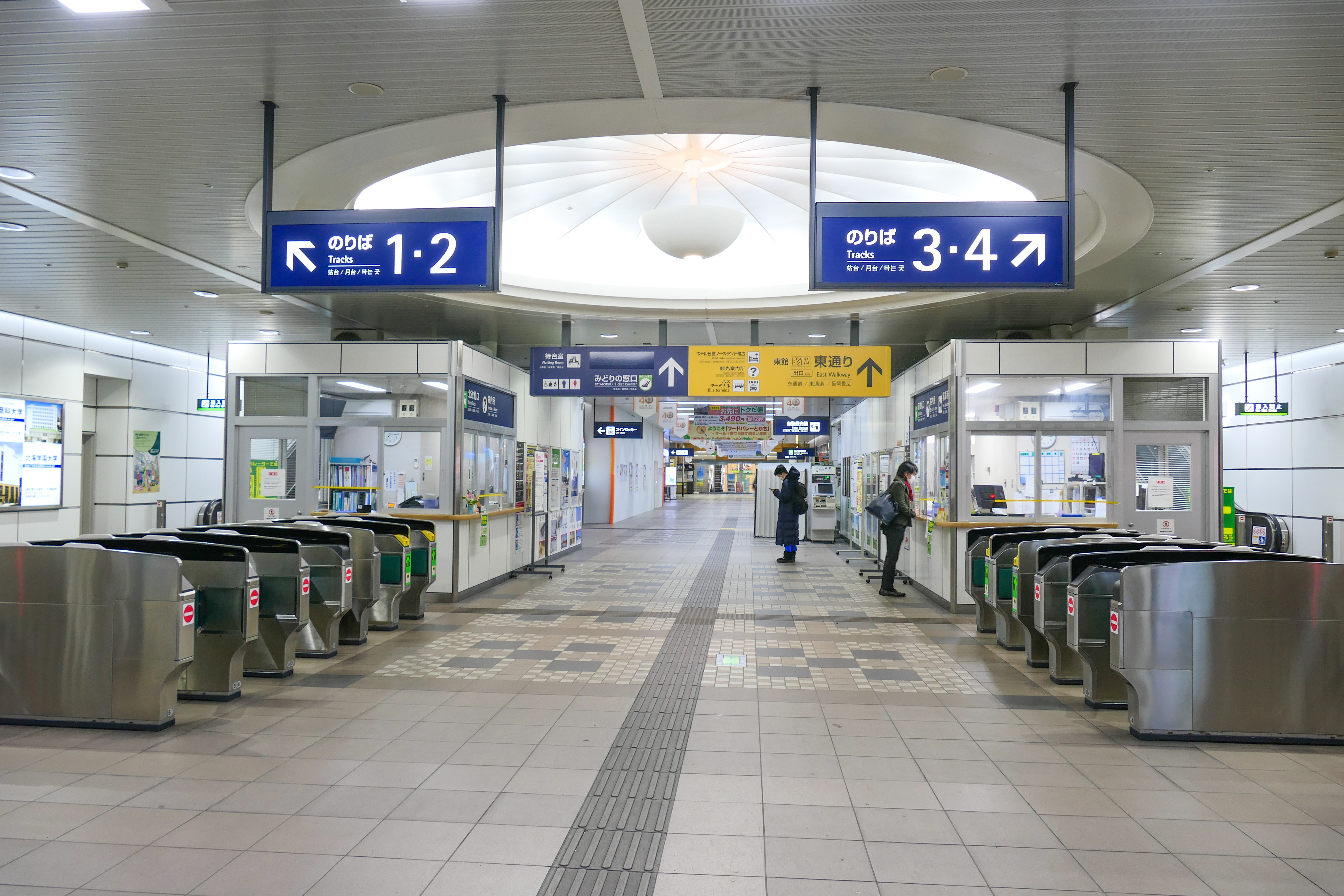
改札口と東西通路（2022年2月）
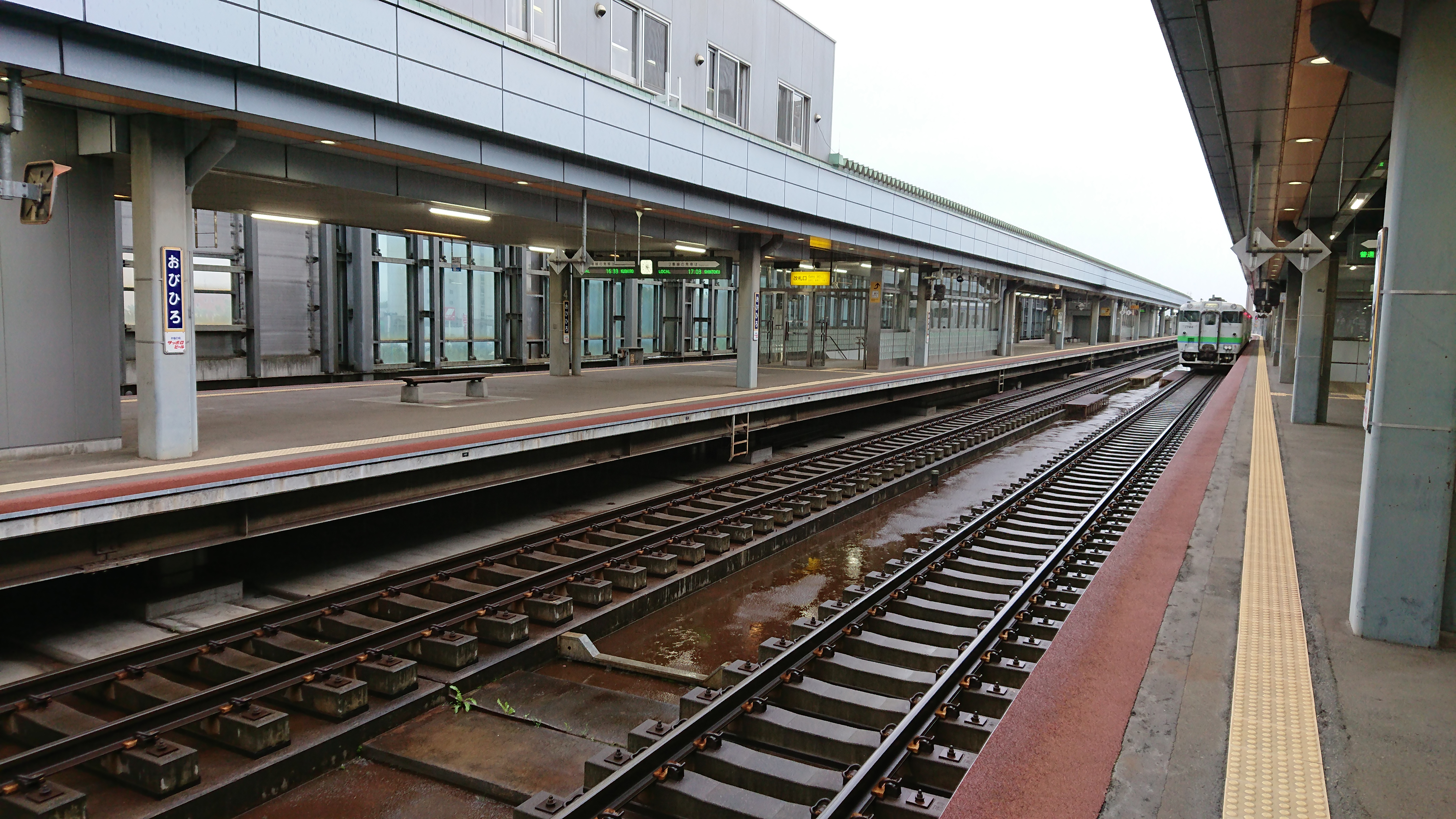
ホーム（2020年9月）
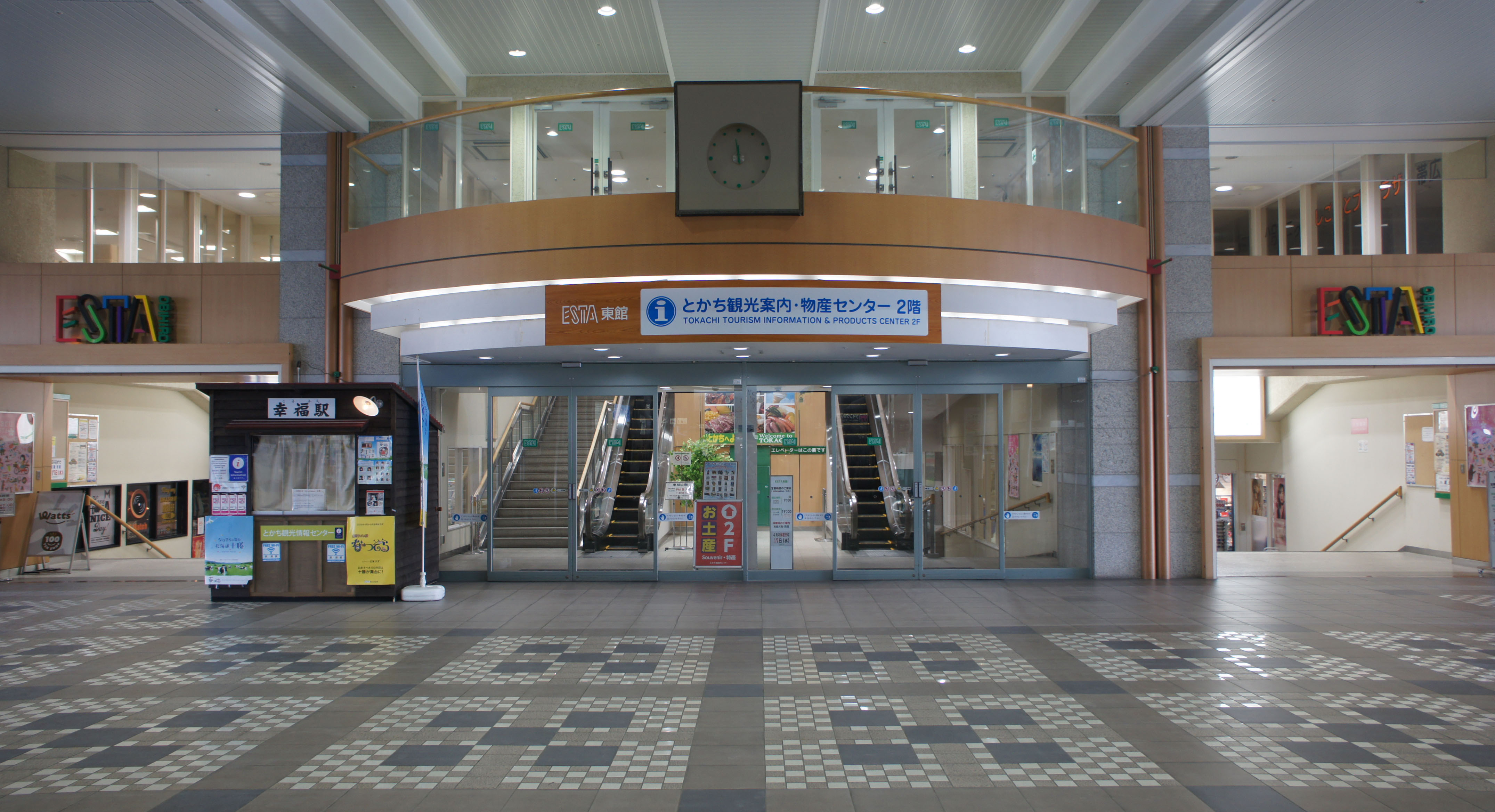
エスタ帯広東館入口（2019年3月）

## 利用状況
「帯広市統計書」によると、近年の年間乗車人員の推移は下記のとおりである。
| 年度               | 年間乗車人員 | 出典   |
| ------------------ | ------------ | ------ |
| 2003年（平成15年） | 850,450      | [ 27 ] |
| 2004年（平成16年） | 821,250      | [ 27 ] |
| 2005年（平成17年） | 817,600      | [ 27 ] |
| 2006年（平成18年） | 817,600      | [ 27 ] |
| 2007年（平成19年） | 821,250      | [ 27 ] |
| 2008年（平成20年） | 803,000      | [ 28 ] |
| 2009年（平成21年） | 773,800      | [ 28 ] |
| 2010年（平成22年） | 757,900      | [ 28 ] |
| 2011年（平成23年） | 752,900      | [ 28 ] |
| 2012年（平成24年） | 749,900      | [ 28 ] |
| 2013年（平成25年） | 711,000      | [ 29 ] |
| 2014年（平成26年） | 702,136      | [ 29 ] |
| 2015年（平成27年） | 701,600      | [ 29 ] |
| 2016年（平成28年） | 542,025      | [ 30 ] |
| 2017年（平成29年） | 650,648      | [ 31 ] |
| 2018年（平成30年） | 632,180      | [ 32 ] |
| 2019年（令和元年） | 581,080      | [ 33 ] |
| 2020年（令和02年） | 336,530      | [ 33 ] |
| 2021年（令和03年） | 304,410      | [ 34 ] |
| 2022年（令和04年） | 321,930      | [ 34 ] |
| 2023年（令和05年） | 352,092      | [ 35 ] |

## 駅弁
主な駅弁は下記の通り。
- 北海道黒毛和牛焼肉弁当
- ぶた八の炭焼あったか豚どん
- あったか十勝牛飯
- いくら海鮮たらば
- うに海鮮たらば
- 十勝牛牛肉重飯
- ハンバーグ弁当
- ぶた八の炭焼あったか豚どん 特盛
- ぶた八の炭焼あったか豚とんおにぎりセット
- ぶた八の炭焼あったか豚どん 大
- 豚とんと焼きそば弁当
- ぶた八の炭焼あったか豚どん 小
- 豚どんおにぎり（2個入）
- にぎりっ子（2個入）

## 駅周辺
帯広市の中心市街地となっている。帯広競馬場へは約2 km、車で約7分のアクセスとなっている。北口は帯広市総合体育館、帯広警察署、十勝総合振興局、北海道社会事業協会帯広病院（帯広協会病院）、南口は帯広の森（帯広の森運動公園）、帯広畜産大学、緑ヶ丘公園などへの最寄口になっている。

### 北口
- 北洋銀行帯広南支店
- 帯広警察署駅前交番
- ホテルルートイン帯広駅前
- リッチモンドホテル帯広駅前
- 十勝ガーデンズホテル
- ふく井ホテル
- アパホテル〈帯広駅前〉
- コンフォートホテル帯広
- プレミアホテル-CABIN-帯広
- ホテルパコ帯広駅前
- ホテルパコ帯広中央
- ホテルグランテラス帯広
- 駅北多目的広場（夢の北広場）
- 帯広太陽ビル（太陽グループ）
- インザスイート
- 東横インとかち・帯広駅前
- みずほ銀行帯広支店
- 北の屋台
- 十勝乃長屋
- 十勝信用組合本店
- 六花亭本店
- 藤森商会
- ドーミーイン帯広
- 北海道銀行帯広支店
- 北海道新聞社帯広支社
- 帯広市川西農業協同組合（JA帯広かわにし）帯広中央支店
- 北海道開発局帯広開発建設部
- 宮坂建設工業本社
- 帯広郵便局
- 帯広大通郵便局
- 藤丸
- 帯広経済センタービル
- 帯広西3・9スクエア
- The TOWER OBIHIRO
- 日専連ジェミス帯広本社
- 北陸銀行帯広支店
- 十勝毎日新聞社本社
- 柳月大通本店
- 十勝農業協同組合連合会
- JA北海道中央会帯広支所
- ホクレン帯広支所
- JA北海道信連帯広支所
- 帯広信用金庫本店
- 商工組合中央金庫帯広支店
- 北見信用金庫帯広支店
- 帯広トヨペット本店
- クランベリー本店
- 中央公園
- 北海道電力（ほくでん）帯広支店
- NHK帯広放送局
- 帯広市役所
- 帯広地方合同庁舎
- とかち広域消防局（とかち広域消防事務組合）
- 帯広税務署
- 北海道労働金庫帯広支店
- NTT東日本-北海道 北海道東支店
- ハローワーク帯広
- ホテルエリアワン帯広
- スーパーセンタートライアル帯広東店

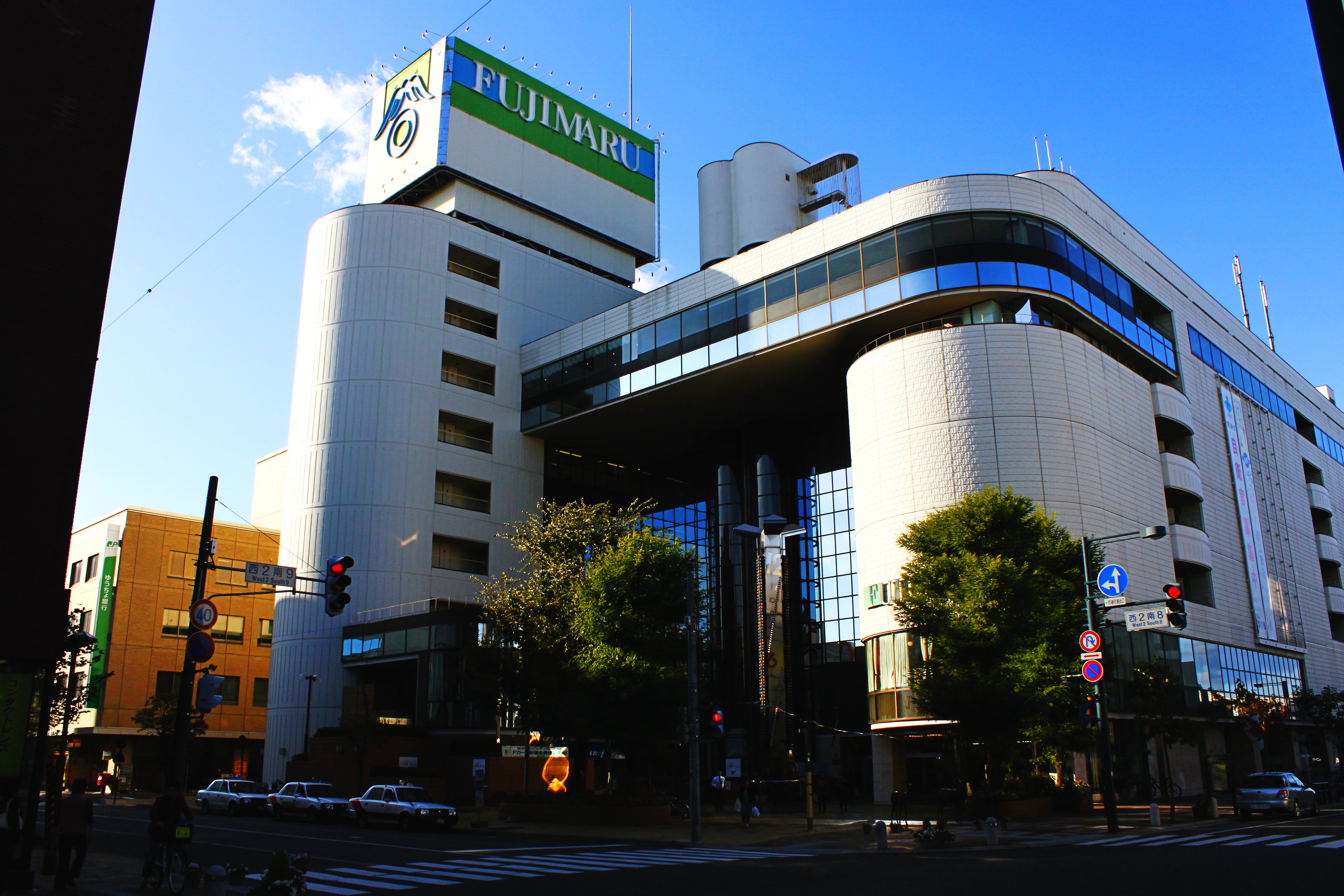
藤丸百貨店
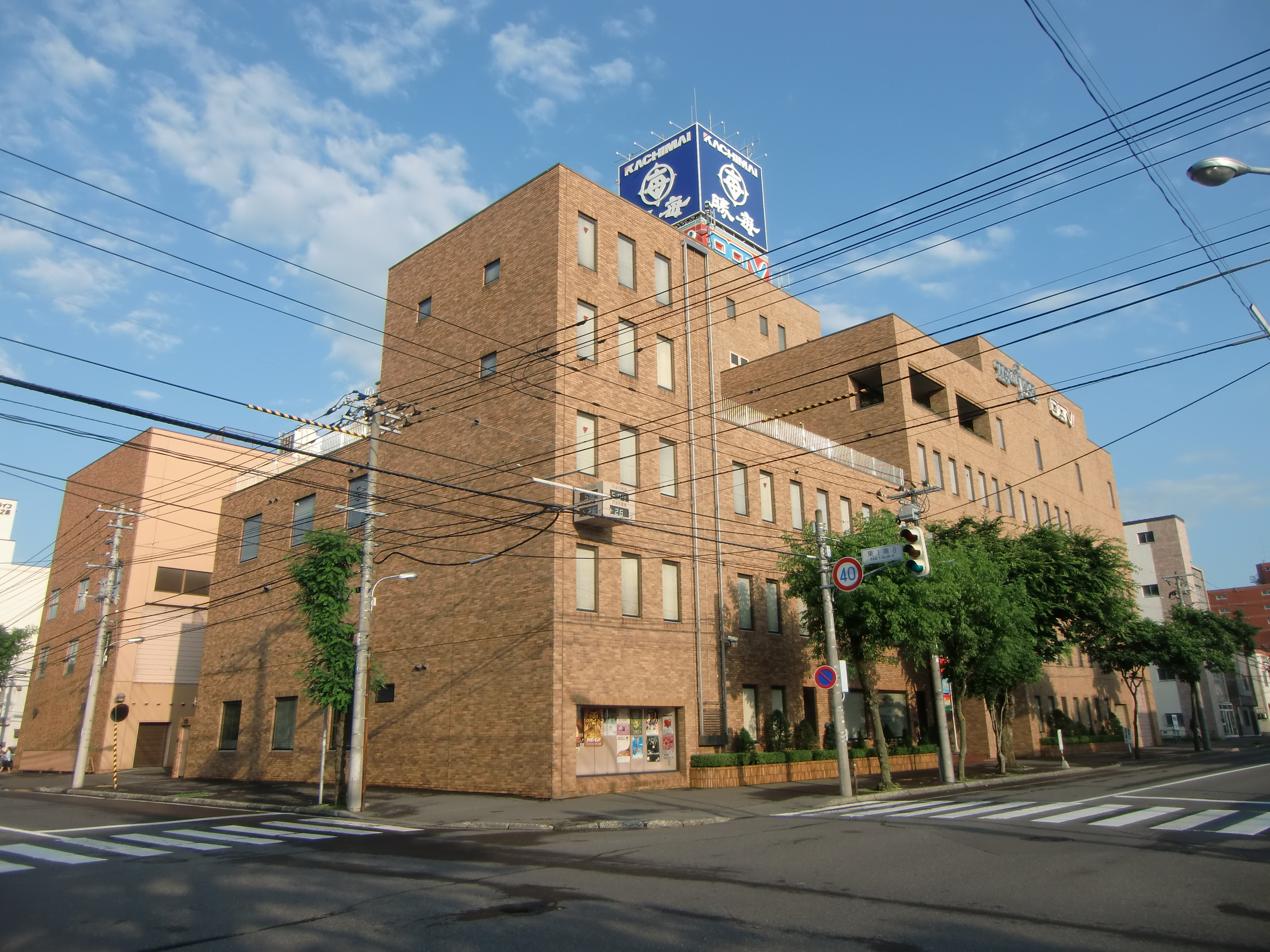
十勝毎日新聞社
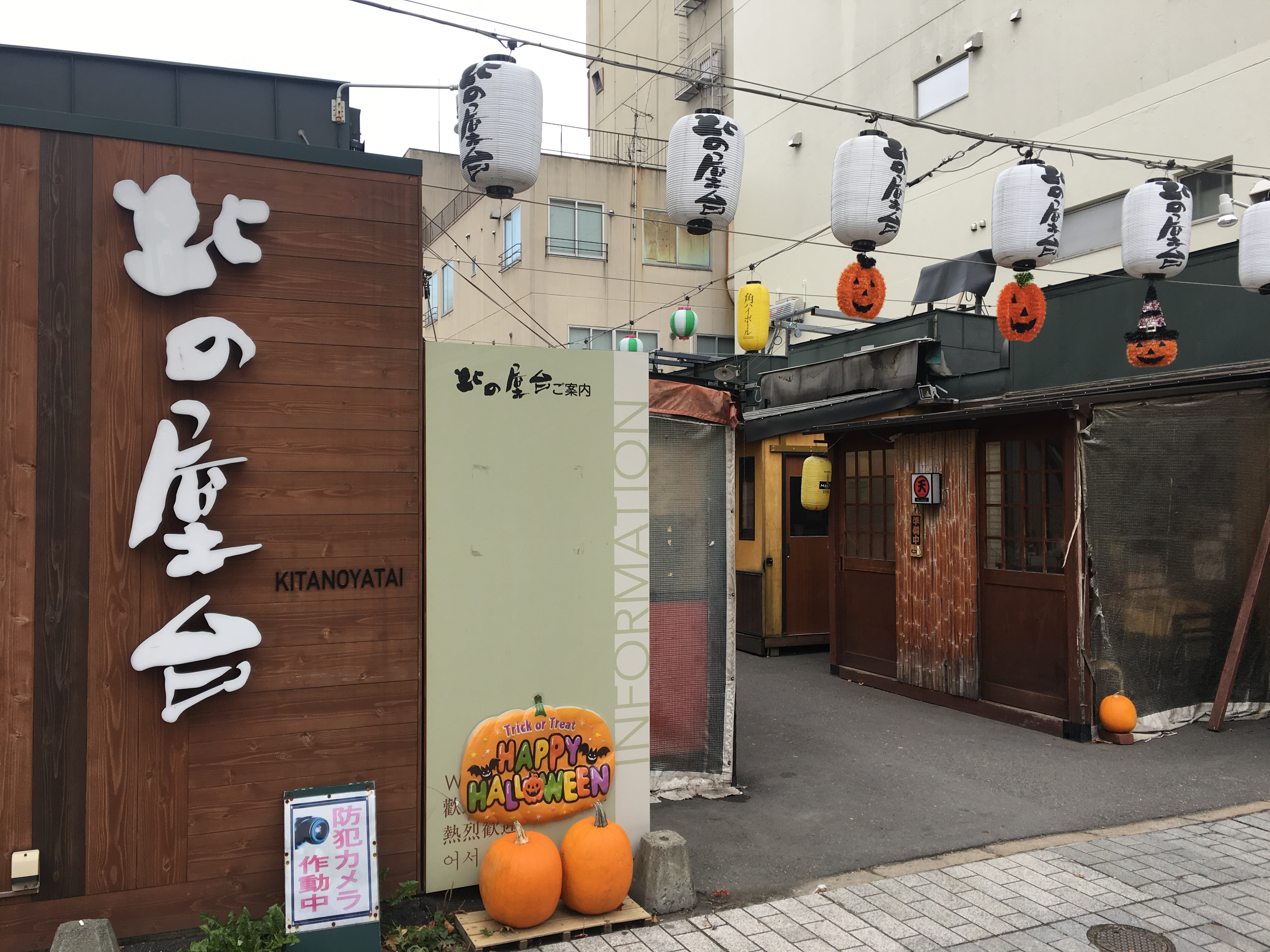
北の屋台
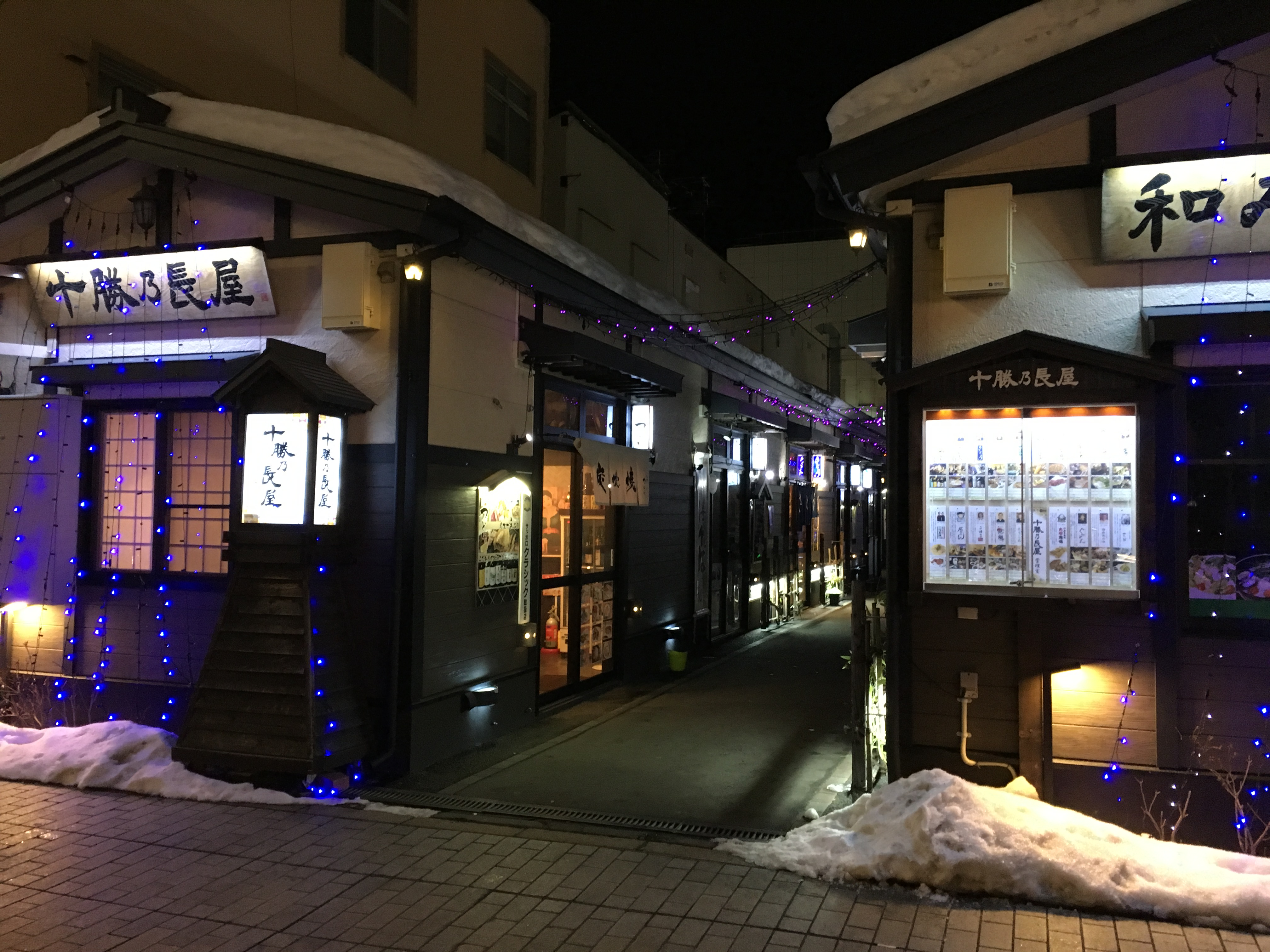
十勝乃長屋

### 南口
- ホテル日航ノースランド帯広
- 北海道ホテル
- 帯広市図書館
- とかちプラザ
- 長崎屋帯広店（2023年7月31日閉店[39]）
- 帯広長崎屋内郵便局
- 帯広市民文化ホール
- 帯広信用金庫中央支店
- インテリアショップヤマシタ
- イオン帯広店
- 新井病院
- イーグルスクエア帯広店（正栄プロジェクト）
- 帯広厚生病院
- 帯広第一病院
- 網走信用金庫帯広支店
- 釧路信用金庫帯広支店
- 帯広警察署西五条交番

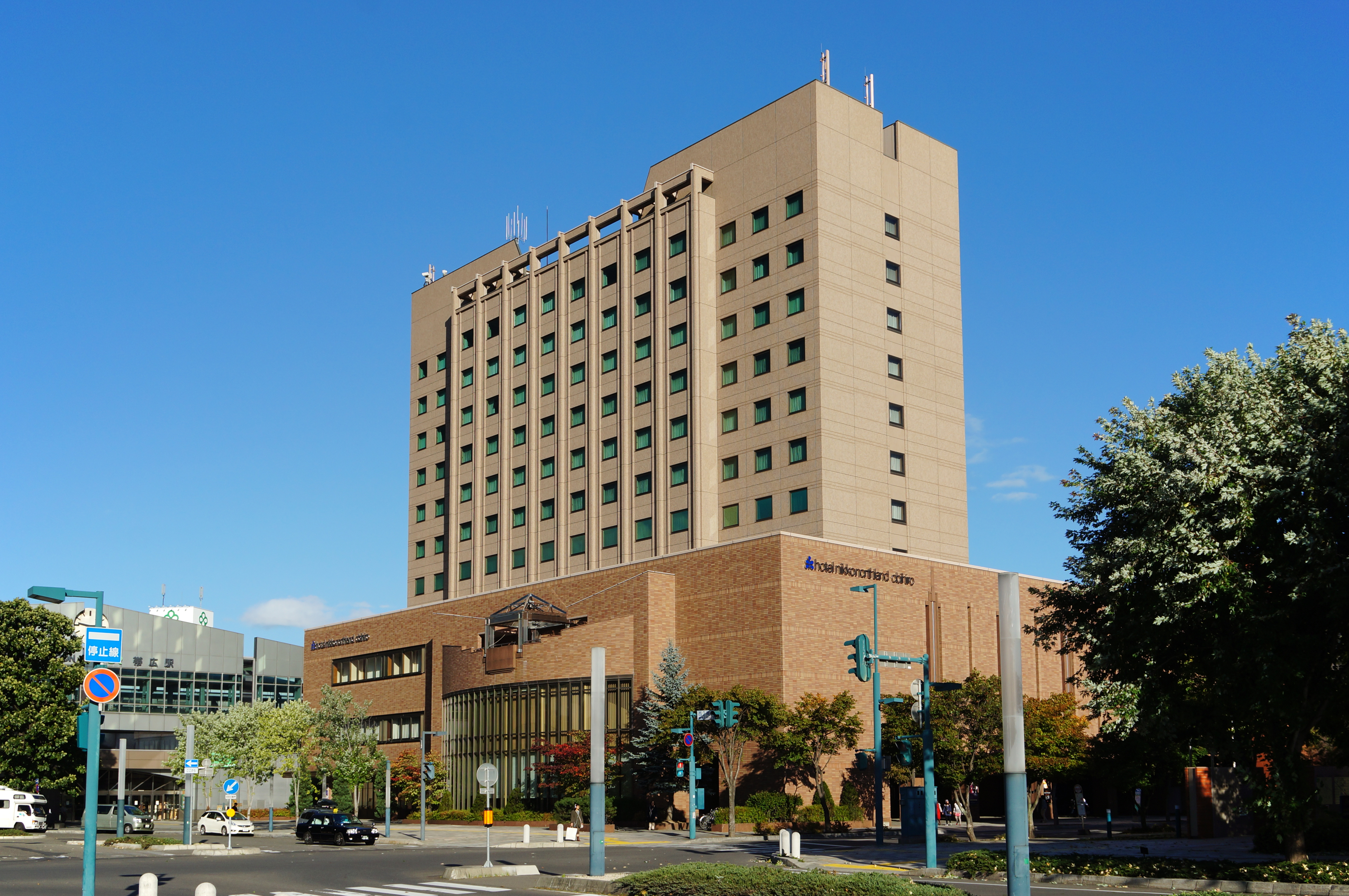
ホテル日航ノースランド帯広
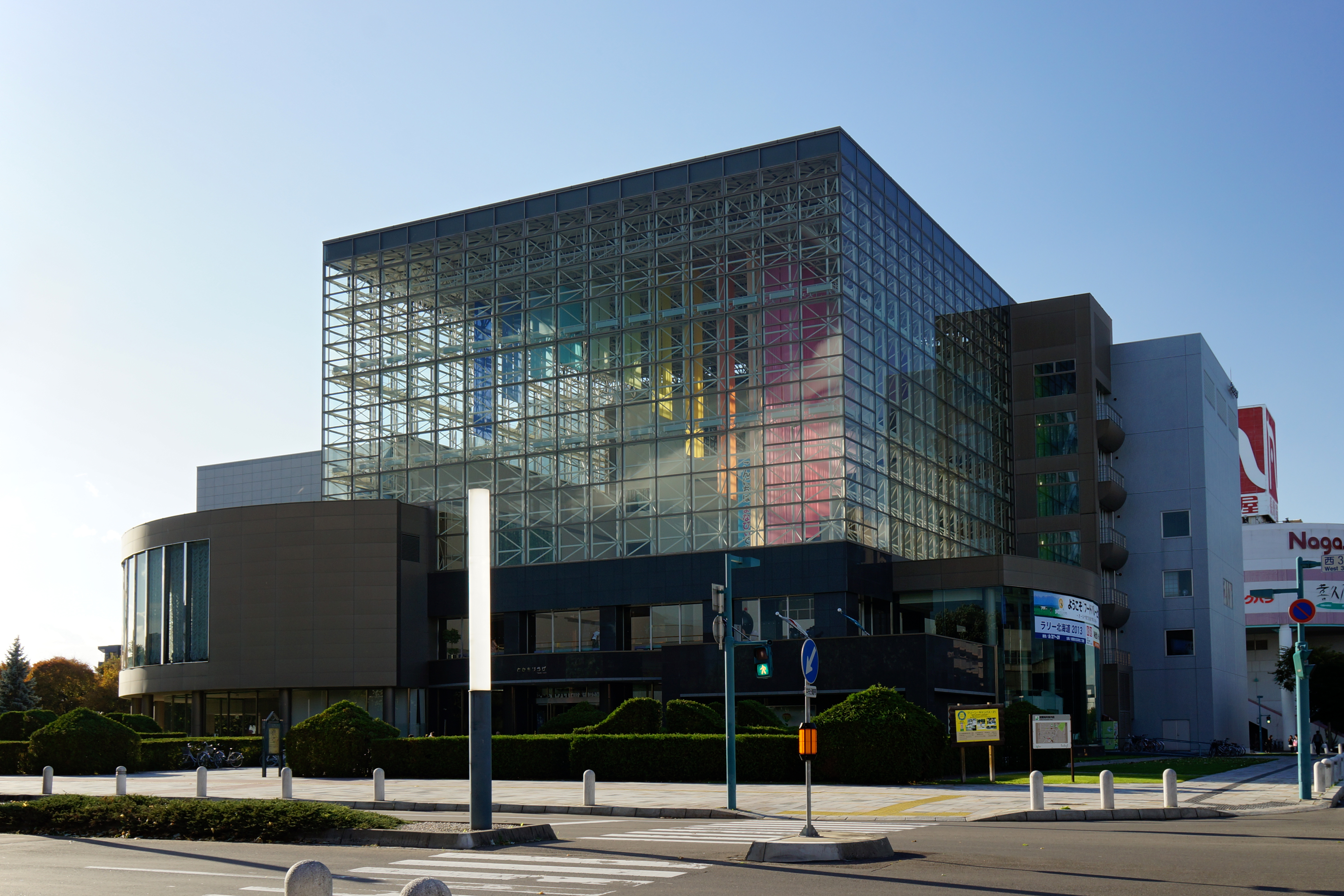
とかちプラザ
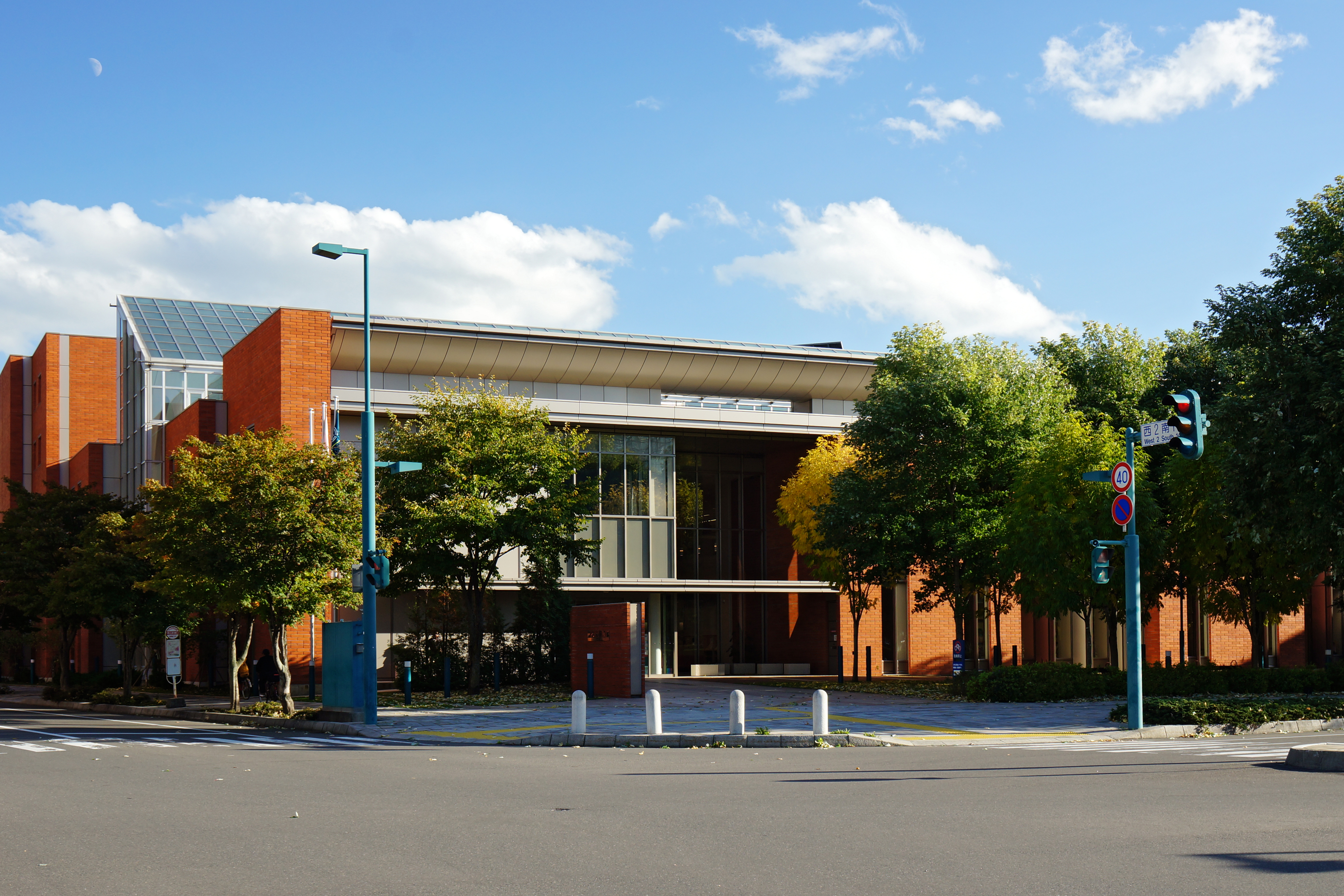
帯広市図書館

## バス路線
北口東側にバスターミナルが設置されており、北海道拓殖バス、十勝バス、帯運観光、および共同運行会社が乗り入れる。
- 北海道バス 帯広特急ニュースター号「帯広駅前」停留所（南口側）[40]

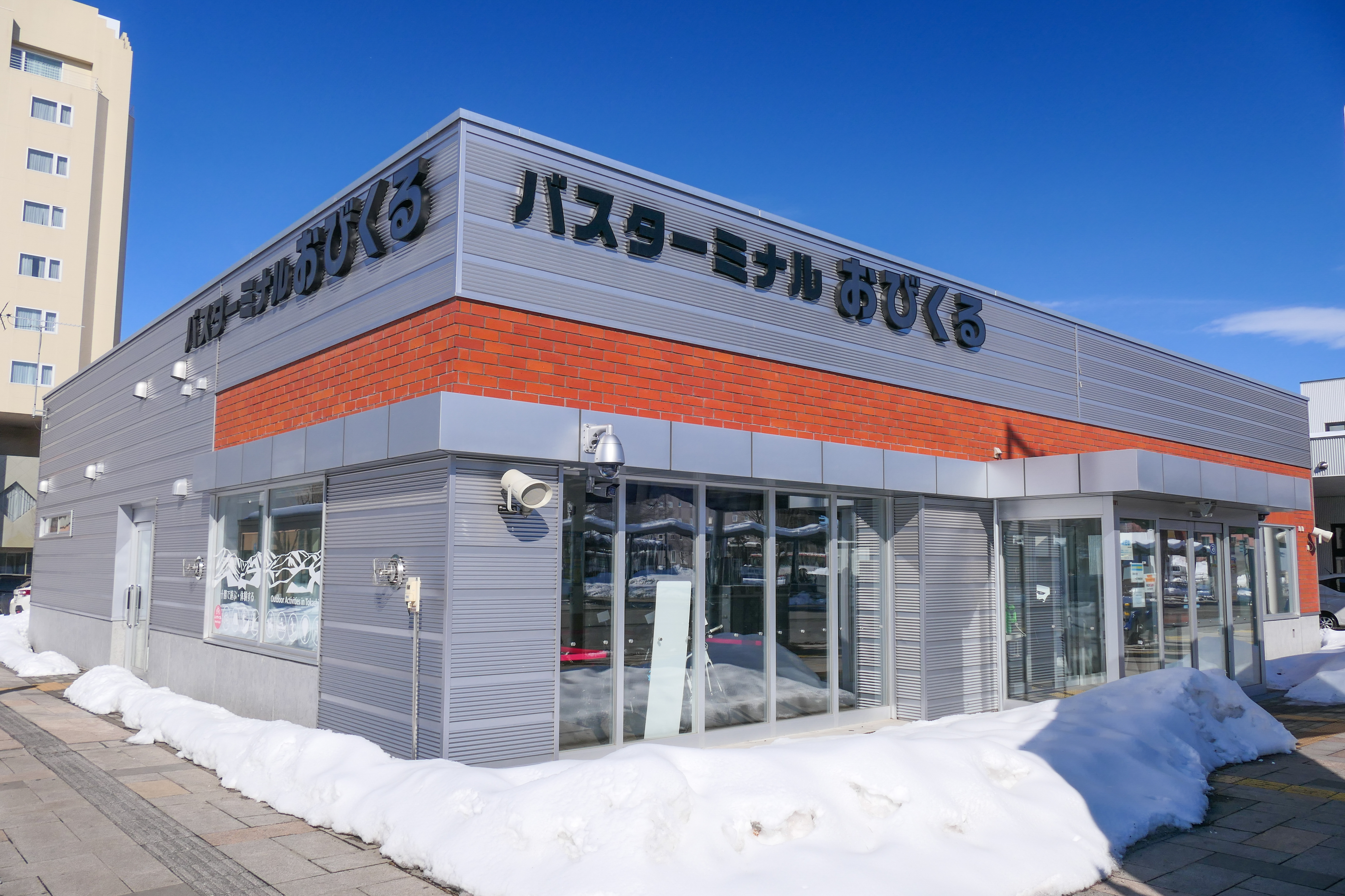
北口バスターミナル

## 隣の駅
北海道旅客鉄道（JR北海道）
■根室本線
■普通
柏林台駅 (K30) - 帯広駅 (K31) - 札内駅 (K32)

### 過去に存在した路線
日本国有鉄道（国鉄）
広尾線
帯広駅 - 依田駅
士幌線
帯広駅 - 木野駅